# С лёгким паром! (телепередача)
«С лёгким паром!» — юмористическая телепрограмма, выходившая на ОРТ/Первом канале с 3 октября 1999 по 16 сентября 2002 года. Ведущий — Михаил Евдокимов.
Программа выходила по субботам в 10:20 и по четвергам в 18:20. В студию, стилизованную под предбанник, приходили известные гости, рассказывали различные истории, байки и вместе с Евдокимовым пели песни. Для банного колорита неизменными атрибутами всех гостей были банные шапки, полотенца и простыни, в которые гостей заматывали поверх их обычной одежды.
Также в программе разыгрывал смешные ситуации актёр и комик Сергей Габриэлян в роли удалого молодца Митрича.

## Гости программы
- Карен Аванесян
- Николай Аверюшкин
- Елена Аминова
- Андрей Анкудинов
- Аркадий Арканов
- Мария Аронова
- Надежда Бабкина
- Николай Бандурин
- Валерий Баринов
- Белый орел
- Александр Белявский
- Татьяна Бестаева
- Алексей Булдаков
- Аркадий Вайнер
- Алексей Ванин
- Михаил Вашуков
- Алексей Весёлкин
- Евгений Весник
- Геннадий Ветров
- Павел Винник
- Владимир Вишневский
- Вячеслав Войнаровский
- Елена Воробей
- Александр Ворошило
- Александр Вулых
- Зиновий Высоковский
- Борис Галкин
- Юрий Гальцев
- Георгий Гаранян
- Ксения Георгиади
- Григорий Гладков
- Алексей Глызин
- Николай Гнатюк
- Людмила Гнилова
- Александр Голобородько
- Юрий Горный
- Евгений Графкин
- Георгий Гречко
- Ирина Грибулина
- Гарри Гриневич
- Михаил Грушевский
- Владимир Данилец
- Александр Добронравов
- Вячеслав Добрынин
- Доктор Ватсон
- Владимир Долинский
- Лев Дуров
- Лада Дэнс
- Святослав Ещенко
- Евгений Жариков
- Анатолий Заболоцкий
- Валерий Золотухин
- Борис Иванов
- Лион Измайлов
- Александр Ильин
- Аркадий Инин
- Игорь Касилов
- Лора Квинт
- Вахтанг Кикабидзе
- Игорь Кио
- Борис Клюев
- Елена Кондулайнен
- Галина Коньшина
- Сергей Крылов
- Алексей Кузнецов
- Светлана Лазарева
- Татьяна Лазарева
- Александр Леньков
- Виктория Лепко
- Аристарх Ливанов
- Владимир Литвинов
- Юрий Лоза
- Борис Львович
- Людмила Лядова
- Андрей Малахов
- Вячеслав Малежик
- Юрий Маликов
- Александр Малинин
- Леонид Марголин
- Александр Маршал
- Леонид Марягин
- Нина Маслова
- Виктор Мережко
- Олег Митяев
- Спартак Мишулин
- Марина Могилевская
- Владимир Моисеенко
- Александр Морозов
- Дмитрий Назаров
- Левон Оганезов
- Евгений Осин
- Александр Панкратов-Чёрный
- Александр и Валерий Пономаренко
- Николай Прокопович
- Сергей Рост
- Лариса Рубальская
- Рудольф Рудин
- Виктор Рыбин
- Юрий Саранцев
- Алёна Свиридова
- Екатерина Семёнова
- Валерий Сёмин
- Наталья Сенчукова
- Борис Сичкин
- Ефим Смолин
- Игорь Старыгин
- Татьяна Судец
- Валерий Сюткин
- Вадим Тонков
- Анатолий Трушкин
- Инна Ульянова
- Александр Фатюшин
- Оскар Фельцман
- Эдуард Ханок
- Борис Химичев
- Наталья Хорохорина
- Игорь Христенко
- Михаил Церишенко
- Рафаэль Циталашвили
- Виктор Чайка
- Сергей Чванов
- Екатерина Шаврина
- Владимир Шаинский
- Вячеслав Шалевич
- Виталий Шаповалов
- Арина Шарапова
- Лев Шимелов
- Григорий Явлинский[4]
- Марина Яковлева

## Заставка
Заставка была анимированной. Показывется погоня в баню по деревенской тропинке, где гуляют домашние животные. Далее открывается дверь бани, где рука стучит по телу веником; название программы вылетает из-под пара; вся карта деревни садится на кита, название исчезает, кит хвостом плещет водой на экран и показывается начало. С 31 декабря 1999 по 16 сентября 2002 года уже с названием.

## Закрытие
В сентябре 2002 года программа была закрыта в связи с тем, что руководство «Первого канала» сочло, что в его эфире слишком много юмористических программ, Михаилу Евдокимову предлагали возобновить передачу на телеканале «Россия», однако он отказался продолжать её вести, поскольку устал от данного формата.